# سیارک ۴۵۲

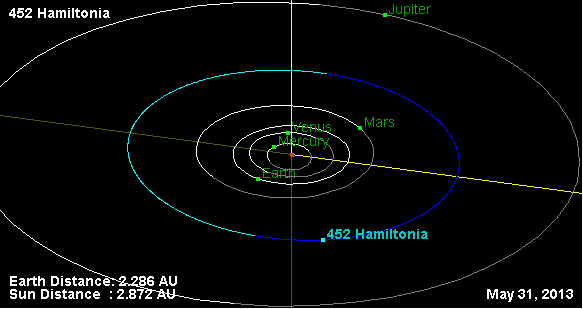
نمایی از محل قرارگیری سیارک ۴۵۲ در مدار – ۲۰۱۳

سیارک ۴۵۲ (به انگلیسی: 452 Hamiltonia، نامگذاری:1899FD) چهارصد و پنجاه و دومین سیارک کشف شده‌است که در ۶ دسامبر ۱۸۹۹ کشف شد.
قدر مطلق سیارک برابر ۱۱٫۲۰ است.